# Amatasi (schip)
Amatasi is een scheepstype van het eiland Samoa, een uitlegger voor ongeveer 25 mensen. De romp was gebouwd van planken en aan elkaar gebonden kano’s en de lengte varieerde van 9 tot 18 meter. Deze schepen werden gebruikt als handelsschepen en migratieschepen. Amatasi’s waren makkelijk en goedkoop te bouwen en te onderhouden, en ze maakten gebruik van krabklauwzeilen.